# ザ・スフィア
「ザ・スフィア」 (英: The Sphere) は、ドイツの芸術家フリッツ・ケーニッヒが制作した高さ25-フート (7.6 m)のブロンズ鋳造彫刻。1971年の完成以来、ニューヨークのワールドトレードセンターにあった広場（トービン・プラザ）の中心に設置されていた。「ザ・スフィア」は2001年のアメリカ同時多発テロで大きな被害を受けたが破壊は免れており、がれきの中から回収された後にマンハッタン島南端のバッテリー・パークに移設された。2017年8月に再び移設が行われ、現在はワールドトレードセンターの跡地に隣接するリバティ・パークに設置されている。

## 解説
「ザ・スフィア」は鋳造した52個の銅製パーツからなる高さ25フィート (7.6 m)の彫刻作品であった。組み立ては西ドイツのブレーメンで行われ、完成後にニューヨークのロウアー・マンハッタンまで輸送された。
1971年から2001年まで、「ザ・スフィア」はワールドトレードセンターの敷地中央に設けられた広場「オースティン・トービン・プラザ」に設置されていた。この広場はミノル・ヤマサキ（ワールドトレードセンターの設計者）によってメッカの大モスクを模してデザインされており、「ザ・スフィア」はその中央にある円形の噴水の中心部に設置されており、それはメッカのカアバに相当する場所であった。この彫刻作品は「世界の平和と貿易」を象徴するものであった。

## 制作
この作品は1966年、ワールドトレードセンターの建設にあたるニューヨーク・ニュージャージー港湾公社 (PANYNJ) がフリッツ・ケーニッヒに制作を依頼したものだった。当初、港湾公社はヘンリー・ムーアに彫刻作品の制作を依頼することを検討していたが、ミノル・ヤマサキがマンハッタンの「ステンフリ・ギャラリー (Staempfli Gallery)」でケーニッヒの作品を目にしたことがきっかけとなり、ムーアの代わりにケーニッヒが選ばれることとなった。ケーニッヒはワールドトレードセンターの建設工事が開始した直後の1967年から彫刻の制作を開始し、4年後の1971年までに作品を完成させた。ケーニッヒによって Grosse Kugelkaryatide N.Y. (ニューヨークの巨大な球状カリアティード) と命名されたこの作品は、一般的には「ザ・スフィア」として知られるようになった。

## 場所の変遷

### 9/11テロ事件の直後
2001年9月11日に発生したアメリカ同時多発テロ事件の後、「ザ・スフィア」はがれきの中から回収された。その後、ジョン・F・ケネディ国際空港の近くにある倉庫まで輸送され、そこで保管されていた。「ザ・スフィア」は比較的軽度のダメージしか受けていないように見えたため、ワールドトレードセンターのシンボルの１つであったこの作品を911テロの記念碑として使うべきだとする意見が湧き上がった。テロの5週間後、「ザ・スフィア」の作者ケーニッヒは『バグダッド・カフェ』で知られる映画監督パーシー・アドロンと共にグラウンド・ゼロを訪れた。当初ケーニッヒは、回収された「ザ・スフィア」は「美しい死体」であるとして、この作品を再び展示することには反対していた。

### バッテリー・パークへの移設

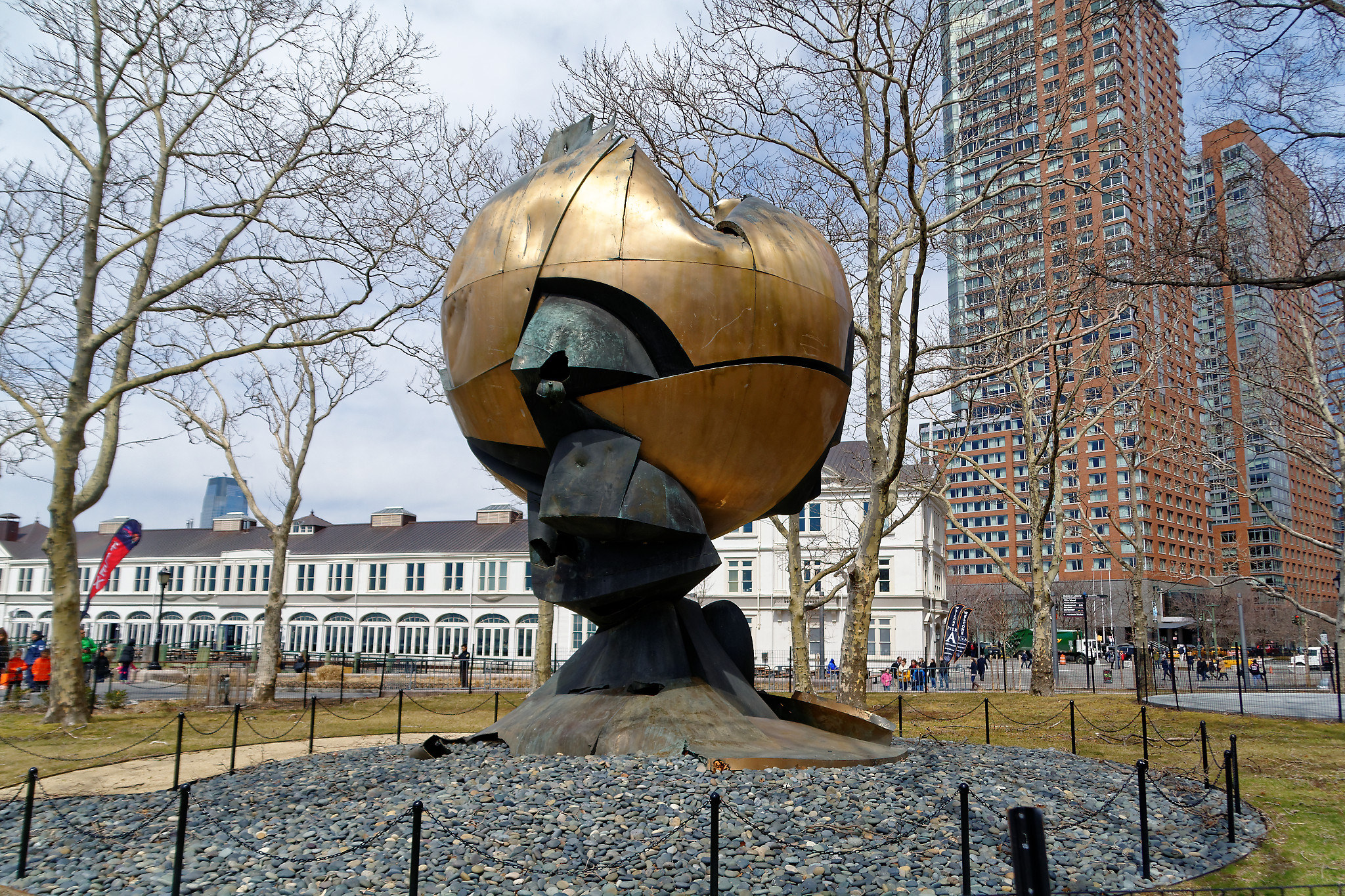
バッテリー・パークに移設された「ザ・スフィア」（2015年）

最終的に「ザ・スフィア」はマンハッタンに戻され、2002年3月11日にはグラウンド・ゼロから数ブロック離れたバッテリー・パークに、9/11テロによる犠牲者の追悼碑として再建立された。移設作業はケーニッヒ自身の監督のもとで実施され、それにあたって新たな台座も製作された。再建立記念式典では当時のニューヨーク市長マイケル・ブルームバーグやその前任者ルドルフ・ジュリアーニがスピーチを行った。ケーニッヒは、「かつてこの作品は彫刻だったが、今では記念碑となった」とした上で、「今や私自身が想像だにしなかったような美しさを有しており、私が与えたものとは異なる独自の生命が宿っている」と述べた。

### リバティ・パークへの再移設

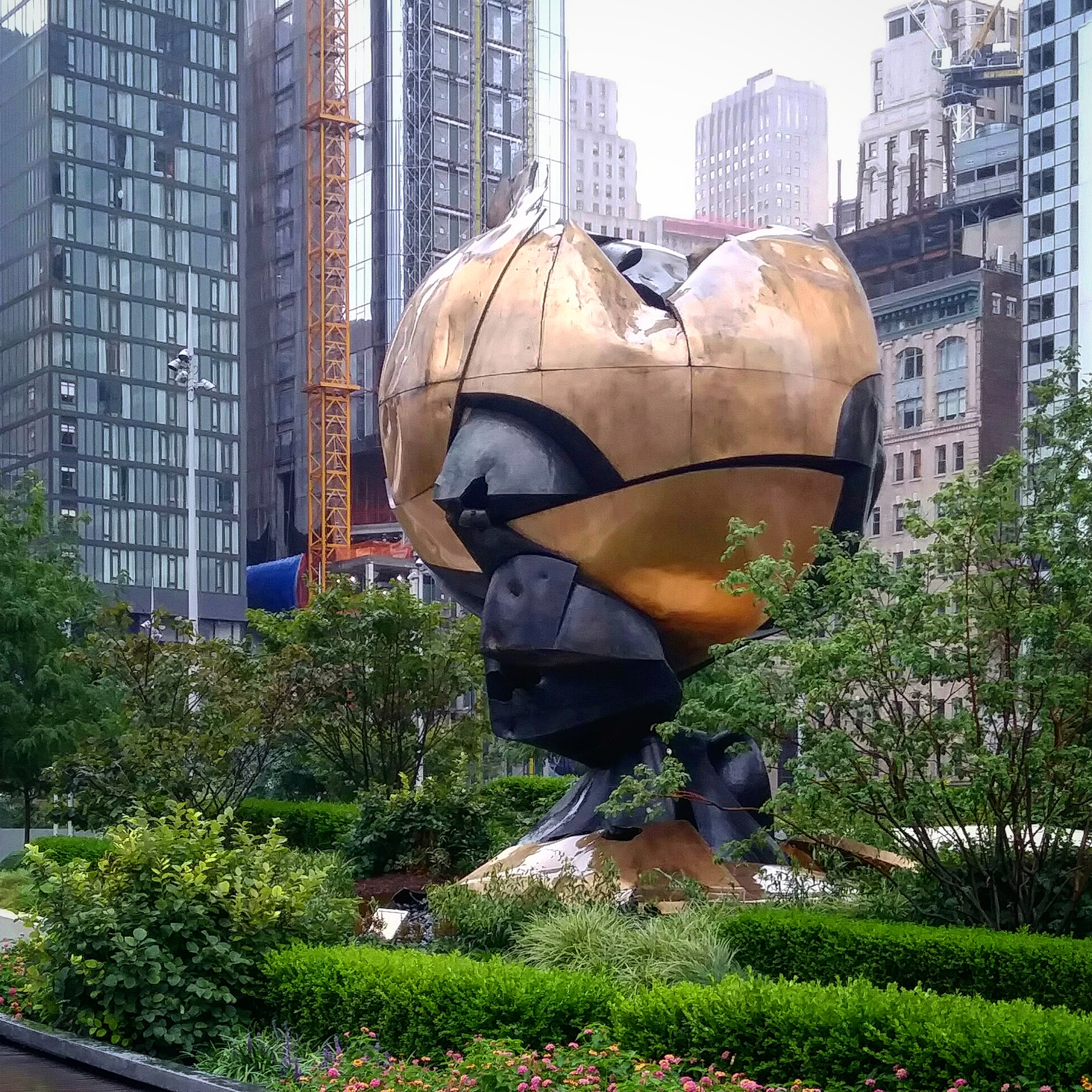
リバティ・パークに再移設された「ザ・スフィア」（2018年）

2011年、「ザ・スフィア」をワールドトレードセンター跡地の9/11メモリアル内のプラザに移設することを求めるオンライン請願がテロ犠牲者の遺族によって開始され、2011年3月までに7200人以上の署名を集めたが、9/11メモリアルの関係者はプラザにテロの遺物を設置することには反対すると明言した。一方で、「ザ・スフィア」の所有者であるニューヨーク・ニュージャージー港湾公社は2012年6月28日、9/11メモリアルへの移設を支持することを表明した。2016年6月には、9/11メモリアルの近隣にリバティ・パークがオープンしたが、「ザ・スフィア」の移設問題はいまだ未解決の状態だった。2016年7月22日、港湾公社は「ザ・スフィア」のリバティ・パークへの移設を票決したと発表した。2017年8月、港湾公社によるリバティ・パークへの移設が行われ、「ザ・スフィア」はバッテリー・パークからワールドトレードセンター跡地を見晴らす場所に移り、2017年9月6日には一般公開された。2017年11月29日、「ザ・スフィア」がワールドトレードセンターに帰還したことを祝して、港湾公社はリバティ・パークで記念式典を挙行した。